# Olympische Sommerspiele 2024/Fußball
Bei den Olympischen Sommerspielen 2024 in Paris fanden vom 24. Juli bis zum 10. August 2024 zwei Wettbewerbe im Fußball statt. Am Turnier nahmen bei den Frauen zwölf, bei den Männern 16 Mannschaften teil. Neben den Spielen in der Olympiastadt selbst waren auch Marseille, Décines-Charpieu, Bordeaux, Nantes, Nizza und Saint-Étienne Austragungsorte des Turniers.
Bei den Männern waren nur U-23-Mannschaften zugelassen, das heißt Spieler, die nach dem 31. Dezember 2000 geboren waren, sowie maximal drei ältere Athleten. Bei den Frauen gab es keine Alterseinschränkung.

## Spielorte
Die Austragung des Turniers fand in sieben Stadien statt.
| Paris |

| Bordeaux |

| Décines-Charpieu |

| Marseille |

| Nantes |

| Nizza |

| Saint-Étienne |

| Paris |

| Bordeaux |

| Décines-Charpieu |

| Marseille |

| Nantes |

| Nizza |

| Saint-Étienne |

## Männerturnier
Insgesamt nahmen am Fußballturnier der Männer 16 Mannschaften teil. Teilnahmeberechtigt waren dabei nur U-23-Mannschaften. Der Stichtag war der 1. Januar 2001, maximal drei Spieler der jeweiligen Kader durften vorher geboren sein.
Der Modus sah 4 Gruppen à 4 Teams vor. Jeweils die beiden Gruppenbesten zogen ins Viertelfinale ein. Anschließend ging es im K.-o.-System weiter.
Die Reihenfolge in jeder Gruppe – ebenso gültig für das Turnier der Frauen – wurde wie folgt bestimmt:
a) Anzahl Punkte aus allen Gruppenspielen
b) Tordifferenz aus allen Gruppenspielen
c) Anzahl der in allen Gruppenspielen erzielten Tore
Wenn zwei oder mehr Teams aufgrund der drei erwähnten Kriterien gleich abschneiden, wird ihre Platzierung gemäß folgenden Kriterien ermittelt:
d) Anzahl Punkte aus den Direktbegegnungen der punktgleichen Teams in den Gruppenspielen
e) Tordifferenz aus den Direktbegegnungen der punktgleichen Teams in den Gruppenspielen
f) Anzahl der in den Direktbegegnungen der punktgleichen Teams in den Gruppenspielen erzielten Tore
g) Fair-Play-Wertung, ermittelt anhand der Anzahl gelber und roter Karten in allen Gruppenspielen mit folgenden Abzügen:
Gelbe Karte: minus 1 Punkt
Gelb-Rote Karte: minus 3 Punkte
Rote Karte: minus 4 Punkte
Gelbe und Rote Karte: minus 5 Punkte
Für einen Spieler oder Team-Offiziellen ist pro Spiel nur einer der obigen Abzüge möglich.
h) Losentscheid durch die FIFA-Organisationskommission

### Qualifikation
Das FIFA-Organisationskomitee legte im April 2022 die Verteilung der Qualifikationsplätze fest. Im Vergleich zu der vorherigen Ausgabe verliert die UEFA einen festen Qualifikationsplatz. Jeweils ein Vertreter des asiatischen und des afrikanischen Fußballverbandes ermitteln über ein Play-off einen zusätzlichen Teilnehmer.
Für das olympische Fußballturnier der Männer konnten sich folgende Mannschaften qualifizieren:
| Qualifikationswettbewerb                | Datum                                                         | Ort               | Plätze | Qualifizierte Teams     |
| --------------------------------------- | ------------------------------------------------------------- | ----------------- | ------ | ----------------------- |
| Gastgeber                               | 13. September 2017 (Bekanntgabe des Gastgebers in Lima, Peru) |                   | 1      | Frankreich              |
| U-21-Europameisterschaft 2023           | 21. Juni – 8. Juli 2023                                       | Rumänien Georgien | 3      | Israel                  |
| U-21-Europameisterschaft 2023           | 21. Juni – 8. Juli 2023                                       | Rumänien Georgien | 3      | Spanien                 |
| U-21-Europameisterschaft 2023           | 21. Juni – 8. Juli 2023                                       | Rumänien Georgien | 3      | Ukraine                 |
| Qualifikationsturnier Ozeanien          | 27. August – 9. September 2023                                | Neuseeland        | 1      | Neuseeland              |
| U-23-Afrika-Cup 2023                    | 24. Juni – 8. Juli 2023                                       | Marokko           | 3      | Ägypten                 |
| U-23-Afrika-Cup 2023                    | 24. Juni – 8. Juli 2023                                       | Marokko           | 3      | Mali                    |
| U-23-Afrika-Cup 2023                    | 24. Juni – 8. Juli 2023                                       | Marokko           | 3      | Marokko                 |
| U-23-Asienmeisterschaft 2024            | 15. April – 3. Mai 2024                                       | Katar             | 3      | Irak                    |
| U-23-Asienmeisterschaft 2024            | 15. April – 3. Mai 2024                                       | Katar             | 3      | Japan                   |
| U-23-Asienmeisterschaft 2024            | 15. April – 3. Mai 2024                                       | Katar             | 3      | Usbekistan              |
| Südamerikanisches Qualifikationsturnier | 20. Januar – 11. Februar 2024                                 | Venezuela         | 2      | Argentinien             |
| Südamerikanisches Qualifikationsturnier | 20. Januar – 11. Februar 2024                                 | Venezuela         | 2      | Paraguay                |
| CONCACAF U-20 Championship 2022         | 18. Juni – 4. Juli 2022                                       | Honduras          | 2      | Dominikanische Republik |
| CONCACAF U-20 Championship 2022         | 18. Juni – 4. Juli 2022                                       | Honduras          | 2      | Vereinigte Staaten      |
| Interkontinentales Play-off             | 9. Mai 2024                                                   | Frankreich        | 1      | Guinea                  |
| Gesamt                                  | Gesamt                                                        | Gesamt            | 16     | 16                      |

### Gruppenauslosung
Für die Auslosung wurden die qualifizierten Mannschaften sowie vier Platzhalter für noch nicht qualifizierte Teilnehmer auf vier Töpfe verteilt. Mannschaften einer Konföderation durften nicht zusammen in eine Gruppe gelost werden.
- Topf 1: Frankreich, Argentinien, AFC 1 und AFC 2
- Topf 2: Marokko, Neuseeland, Paraguay und Spanien
- Topf 3: Vereinigte Staaten, AFC 3, Ägypten und Mali
- Topf 4: Dom. Republik, Israel, Ukraine, Sieger CAF-AFC Play-off

Die Auslosung erfolgte durch den ehemaligen argentinischen Nationalspieler und Olympiasieger von 2004 Javier Saviola (Mannschaften) sowie die ehemalige französische Leichtathletin Marie-José Pérec (Gruppenpositionen). Dabei war zuvor festgelegt worden, dass Frankreich Gruppenkopf der Gruppe A und die anderen Mannschaften als Gruppenkopf in die Gruppen B bis D gelost wurden.

### Gruppenphase

#### Gruppe A
| Pl. | Land               | Sp. | S | U | N | Tore    | Diff. | Punkte |
| --- | ------------------ | --- | - | - | - | ------- | ----- | ------ |
| 1.  | Frankreich         | 3   | 3 | 0 | 0 | 007:000 | +7    | 09     |
| 2.  | Vereinigte Staaten | 3   | 2 | 0 | 1 | 007:400 | +3    | 06     |
| 3.  | Neuseeland         | 3   | 1 | 0 | 2 | 003:800 | −5    | 03     |
| 4.  | Guinea             | 3   | 0 | 0 | 3 | 001:600 | −5    | 0      |

|                                                  |   |                    |           |
| 24. Juli 2024 um 17:00 Uhr MESZ in Nizza         |   |                    |           |
| Guinea                                           | – | Neuseeland         | 1:2 (0:1) |
| 24. Juli 2024 um 21:00 Uhr MESZ in Marseille     |   |                    |           |
| Frankreich                                       | – | Vereinigte Staaten | 3:0 (0:0) |
| 27. Juli 2024 um 19:00 Uhr MESZ in Marseille     |   |                    |           |
| Neuseeland                                       | – | Vereinigte Staaten | 1:4 (0:3) |
| 27. Juli 2024 um 21:00 Uhr MESZ in Nizza         |   |                    |           |
| Frankreich                                       | – | Guinea             | 1:0 (0:0) |
| 30. Juli 2024 um 19:00 Uhr MESZ in Saint-Étienne |   |                    |           |
| Vereinigte Staaten                               | – | Guinea             | 3:0 (2:0) |
| 30. Juli 2024 um 19:00 MESZ in Marseille         |   |                    |           |
| Neuseeland                                       | – | Frankreich         | 0:3 (0:1) |

#### Gruppe B
| Pl.                                                                              | Land        | Sp. | S | U | N | Tore    | Diff. | Punkte |
| -------------------------------------------------------------------------------- | ----------- | --- | - | - | - | ------- | ----- | ------ |
| 1.                                                                               | Marokko     | 3   | 2 | 0 | 1 | 006:300 | +3    | 06     |
| 2.                                                                               | Argentinien | 3   | 2 | 0 | 1 | 006:300 | +3    | 06     |
| 3.                                                                               | Ukraine     | 3   | 1 | 0 | 2 | 003:500 | −2    | 03     |
| 4.                                                                               | Irak        | 3   | 1 | 0 | 2 | 003:700 | −4    | 03     |
| Für die Platzierung von Platz 1 und 2 war der direkte Vergleich (2:1) maßgeblich |             |     |   |   |   |         |       |        |

|                                                  |   |             |           |
| 24. Juli 2024 um 15:00 Uhr MESZ in Saint-Étienne |   |             |           |
| Argentinien                                      | – | Marokko     | 1:2 (0:1) |
| 24. Juli 2024 um 19:00 Uhr MESZ in Lyon          |   |             |           |
| Irak                                             | – | Ukraine     | 2:1 (0:0) |
| 27. Juli 2024 um 15:00 Uhr MESZ in Lyon          |   |             |           |
| Argentinien                                      | – | Irak        | 3:1 (1:1) |
| 27. Juli 2024 um 17:00 Uhr MESZ in Saint-Étienne |   |             |           |
| Ukraine                                          | – | Marokko     | 2:1 (1:0) |
| 30. Juli 2024 um 17:00 Uhr MESZ in Lyon          |   |             |           |
| Ukraine                                          | – | Argentinien | 0:2 (0:0) |
| 30. Juli 2024 um 17:00 MESZ in Nizza             |   |             |           |
| Marokko                                          | – | Irak        | 3:0 (3:0) |

#### Gruppe C
| Pl. | Land                    | Sp. | S | U | N | Tore    | Diff. | Punkte |
| --- | ----------------------- | --- | - | - | - | ------- | ----- | ------ |
| 1.  | Ägypten                 | 3   | 2 | 1 | 0 | 003:100 | +2    | 07     |
| 2.  | Spanien                 | 3   | 2 | 0 | 1 | 006:400 | +2    | 06     |
| 3.  | Dominikanische Republik | 3   | 0 | 2 | 1 | 002:400 | −2    | 02     |
| 4.  | Usbekistan              | 3   | 0 | 1 | 2 | 002:400 | −2    | 01     |

|                                             |   |               |           |
| 24. Juli 2024 um 15:00 Uhr MESZ in Paris    |   |               |           |
| Usbekistan                                  | – | Spanien       | 1:2 (1:1) |
| 24. Juli 2024 um 17:00 Uhr MESZ in Nantes   |   |               |           |
| Ägypten                                     | – | Dom. Republik | 0:0       |
| 27. Juli 2024 um 15:00 Uhr MESZ in Bordeaux |   |               |           |
| Dom. Republik                               | – | Spanien       | 1:3 (1:1) |
| 27. Juli 2024 um 17:00 Uhr MESZ in Nantes   |   |               |           |
| Usbekistan                                  | – | Ägypten       | 0:1 (0:1) |
| 30. Juli 2024 um 15:00 Uhr MESZ in Paris    |   |               |           |
| Dom. Republik                               | – | Usbekistan    | 1:1 (0:0) |
| 30. Juli 2024 um 15:00 MESZ in Bordeaux     |   |               |           |
| Spanien                                     | – | Ägypten       | 1:2 (0:1) |

#### Gruppe D
| Pl. | Land     | Sp. | S | U | N | Tore    | Diff. | Punkte |
| --- | -------- | --- | - | - | - | ------- | ----- | ------ |
| 1.  | Japan    | 3   | 3 | 0 | 0 | 007:000 | +7    | 09     |
| 2.  | Paraguay | 3   | 2 | 0 | 1 | 005:700 | −2    | 06     |
| 3.  | Mali     | 3   | 0 | 1 | 2 | 001:300 | −2    | 01     |
| 4.  | Israel   | 3   | 0 | 1 | 2 | 003:600 | −3    | 01     |

|                                             |   |          |           |
| 24. Juli 2024 um 19:00 Uhr MESZ in Bordeaux |   |          |           |
| Japan                                       | – | Paraguay | 5:0 (1:0) |
| 24. Juli 2024 um 21:00 Uhr MESZ in Paris    |   |          |           |
| Mali                                        | – | Israel   | 1:1 (0:0) |
| 27. Juli 2024 um 19:00 Uhr MESZ in Paris    |   |          |           |
| Israel                                      | – | Paraguay | 2:4 (0:1) |
| 27. Juli 2024 um 21:00 Uhr MESZ in Bordeaux |   |          |           |
| Japan                                       | – | Mali     | 1:0 (0:0) |
| 30. Juli 2024 um 21:00 Uhr MESZ in Paris    |   |          |           |
| Paraguay                                    | – | Mali     | 1:0 (1:0) |
| 30. Juli 2024 um 21:00 MESZ in Nantes       |   |          |           |
| Israel                                      | – | Japan    | 0:1 (0:0) |

### Finalrunde

#### Viertelfinale
|                                               |   |                    |                                 |
| 2. August 2024 um 15:00 Uhr MESZ in Paris     |   |                    |                                 |
| Marokko                                       | – | Vereinigte Staaten | 4:0 (1:0)                       |
| 2. August 2024 um 17:00 Uhr MESZ in Lyon      |   |                    |                                 |
| Japan                                         | – | Spanien            | 0:3 (0:1)                       |
| 2. August 2024 um 19:00 Uhr MESZ in Marseille |   |                    |                                 |
| Ägypten                                       | – | Paraguay           | 1:1 n. V. (1:1, 0:0), 5:4 i. E. |
| 2. August 2024 um 21:00 Uhr MESZ in Bordeaux  |   |                    |                                 |
| Frankreich                                    | – | Argentinien        | 1:0 (1:0)                       |

#### Halbfinale
|                                               |   |         |                      |
| 5. August 2024 um 18:00 Uhr MESZ in Marseille |   |         |                      |
| Marokko                                       | – | Spanien | 1:2 (1:0)            |
| 5. August 2024 um 21:00 Uhr MESZ in Lyon      |   |         |                      |
| Frankreich                                    | – | Ägypten | 3:1 n. V. (1:1, 0:0) |

#### Spiel um Bronze
|                                            |   |         |           |
| 8. August 2024 um 17:00 Uhr MESZ in Nantes |   |         |           |
| Ägypten                                    | – | Marokko | 0:6 (0:2) |

#### Finale
| Frankreich                                              | Frankreich | Spanien | Spanien |
| ------------------------------------------------------- | --- | --- | ------- |
| Frankreich                                              | \| Finale \| \| 9. August 2024 um 18:00 Uhr in Paris (Parc des Princes) \| \| Ergebnis: 3:5 n. V. (3:3, 1:3) \| \| Zuschauer: 44.260 \| \| Schiedsrichter: Ramon Abatti ( Brasilien) \| \| Spielbericht \| | \| Finale \| \| 9. August 2024 um 18:00 Uhr in Paris (Parc des Princes) \| \| Ergebnis: 3:5 n. V. (3:3, 1:3) \| \| Zuschauer: 44.260 \| \| Schiedsrichter: Ramon Abatti ( Brasilien) \| \| Spielbericht \|                                                                                                | Spanien |
| Frankreich                                              | Guillaume Restes – Kiliann Sildillia (110. Rayan Cherki), Loïc Badé, Castello Lukeba, Adrien Truffert (91. Bradley Locko) – Manu Koné (106. Soungoutou Magassa), Enzo Millot (78. Désiré Doué), Joris Chotard (52. Maghnes Akliouche), Michael Olise, Alexandre Lacazette (52. Arnaud Kalimuendo) – Jean-Philippe Mateta Cheftrainer: Thierry Henry | Arnau Tenas – Marc Pubill (73. Juanlu Sánchez), Eric García, Pau Cubarsí, Juan Miranda (97. Miguel Gutiérrez) – Pablo Barrios, Fermín López (73. Adrián Bernabé), Álex Baena (83. Beñat Turrientes), Aimar Oroz (88. Jon Pacheco), Sergio Gómez – Abel Ruiz (83. Sergio Camello) Cheftrainer: Santi Denia | Spanien |
| Frankreich                                              | 1:0 Millot (11.) 2:3 Akliouche (79.) 3:3 Mateta (90.+3', Foulelfmeter) | 1:1 F. López (18.) 1:2 F. López (25.) 1:3 Baena (28.) 3:4 Camello (100.) 3:5 Camello (120.+1') | Spanien |
| Frankreich                                              | Koné (36.), Badé (45.+5') | Bernabé (76.), Baena (78.), Miranda (90.+2'), Pacheco (94.), Camello (120.+2') | Spanien |
| Finale                                                  | | |         |
| 9. August 2024 um 18:00 Uhr in Paris (Parc des Princes) | | |         |
| Ergebnis: 3:5 n. V. (3:3, 1:3)                          | | |         |
| Zuschauer: 44.260                                       | | |         |
| Schiedsrichter: Ramon Abatti ( Brasilien)               | | |         |
| Spielbericht                                            | | |         |

### Medaillenränge
| Rang              | Medaillengewinner |
| ----------------- | --- |
| Gold Spanien      | Álex Baena, Pablo Barrios, Adrián Bernabé, Sergio Camello, Pau Cubarsí, Eric García, Joan García (TW), Sergio Gómez, Miguel Gutiérrez, Alejandro Iturbe (TW), Diego López, Fermín López, Juan Miranda, Cristhian Mosquera, Samu Omorodion, Aimar Oroz, Jon Pacheco, Marc Pubill, Abel Ruiz , Juanlu Sánchez, Arnau Tenas (TW), Beñat Turrientes Trainer: Santi Denia                    |
| Silber Frankreich | Maghnes Akliouche, Loïc Badé, Rayan Cherki, Joris Chotard, Andy Diouf, Désiré Doué, Arnaud Kalimuendo, Manu Koné, Alexandre Lacazette , Johann Lepenant, Bradley Locko, Castello Lukeba, Soungoutou Magassa, Jean-Philippe Mateta, Chrislain Matsima, Enzo Millot, Obed Nkambadio (TW), Michael Olise, Guillaume Restes (TW), Kiliann Sildillia, Adrien Truffert Trainer: Thierry Henry |
| Bronze Marokko    | Ilias Akhomach, Oussama El Azzouzi, Benjamin Bouchouari, Mehdi Boukamir, Abde Ezzalzouli, Rachid Ghanimi (TW), Achraf Hakimi , Munir El Kajoui (TW), Yassine Kechta, Bilal El Khannous, Haytam Manaout, Mehdi Maouhoub, Akram Nakach, Zakaria El Ouahdi, Soufiane Rahimi, Amir Richardson, Eliesse Ben Seghir, Adil Tahif, Oussama Targhalline Trainer: Tarik Sektioui                  |

### Torschützenliste
Bei gleicher Anzahl an Toren sind die Spieler gemäß Anzahl Torvorlagen und gespielter Zeit sowie nach Nach- oder Künstlernamen sortiert.
| Rang | Spieler              | Tore | Vorlagen | Spielminuten |
| ---- | -------------------- | ---- | -------- | ------------ |
| 01   | Soufiane Rahimi      | 8    | 1        | 499          |
| 02   | Fermín López         | 6    | 1        | 424          |
| 03   | Jean-Philippe Mateta | 5    | 0        | 522          |
| 04   | Marcelo Fernandez    | 3    | 0        | 239          |
| 05   | Ibrahim Adel         | 3    | 0        | 568          |
| 06   | Michael Olise        | 2    | 5        | 527          |
| 07   | Abde Ezzalzouli      | 2    | 3        | 451          |
| 08   | Sergio Camello       | 2    | 1        | 127          |
| 09   | Djordje Mihailovic   | 2    | 1        | 250          |
| 10   | Álex Baena           | 2    | 1        | 405          |
| 11   | Achraf Hakimi        | 2    | 1        | 540          |
| 12   | Shōta Fujio          | 2    | 0        | 185          |
| 13   | Shunsuke Mito        | 2    | 0        | 209          |
| 14   | Ayman Hussein        | 2    | 0        | 269          |
| 15   | Rihito Yamamoto      | 2    | 0        | 289          |
| 16   | Kevin Paredes        | 2    | 0        | 313          |
| 17   | Thiago Almada        | 2    | 0        | 346          |
| 18   | Diego Gómez          | 1    | 2        | 380          |
| 19   | Bilal El Khannous    | 1    | 2        | 436          |
| 20   | Désiré Doué          | 1    | 1        | 176          |
| 21   | Eldor Shomurodov     | 1    | 1        | 195          |
| 22   | Matthew Garbett      | 1    | 1        | 264          |
| 23   | Mao Hosoya           | 1    | 1        | 281          |
| 24   | Paxten Aaronson      | 1    | 1        | 312          |
| 25   | Julio Enciso         | 1    | 1        | 323          |
| 26   | Ilias Akhomach       | 1    | 1        | 398          |
| 27   | Alexandre Lacazette  | 1    | 1        | 414          |
| 28   | Abel Ruiz            | 1    | 1        | 437          |
| 29   | Kiliann Sildillia    | 1    | 1        | 500          |
| 30   | Sergio Gómez         | 1    | 1        | 523          |
| 31   | Claudio Echeverri    | 1    | 0        | 017          |
| 32   | Jesse Randall        | 1    | 0        | 045          |

| Rang     | Spieler                | Tore | Vorlagen | Spielminuten |
| -------- | ---------------------- | ---- | -------- | ------------ |
| 33       | Mehdi Maouhoub         | 1    | 0        | 055          |
| 34       | Ihor Krasnopir         | 1    | 0        | 068          |
| 35       | Alisher Odilov         | 1    | 0        | 091          |
| 36       | Akram Nakach           | 1    | 0        | 095          |
| 37       | Samu Omorodion         | 1    | 0        | 097          |
| 38       | Gianluca Busio         | 1    | 0        | 108          |
| 39       | Luciano Gondou         | 1    | 0        | 124          |
| 40       | Miguel Gutiérrez       | 1    | 0        | 147          |
| 41       | Ali Jasim              | 1    | 0        | 176          |
| 42       | Ángel Montes de Oca    | 1    | 0        | 180          |
| 43       | Rafael Núñez           | 1    | 0        | 210          |
| 44       | Juanlu Sánchez         | 1    | 0        | 211          |
| 45       | Dmytro Kryskiw         | 1    | 0        | 233          |
| 46       | Arnaud Kalimuendo      | 1    | 0        | 235          |
| 47       | Amadou Diawara         | 1    | 0        | 243          |
| 48       | Ben Waine              | 1    | 0        | 251          |
| 49       | Giuliano Simeone       | 1    | 0        | 260          |
| 50       | Oscar Gloukh           | 1    | 0        | 262          |
| 51       | Omri Gandelman         | 1    | 0        | 264          |
| 52       | Ezequiel Fernández     | 1    | 0        | 268          |
|          | Enzo Millot            | 1    | 0        | 268          |
| 54       | Cheickna Doumbia       | 1    | 0        | 270          |
|          | Walentyn Rubtschynskyj | 1    | 0        | 270          |
| 56       | Mahmoud Saber          | 1    | 0        | 277          |
| 57       | Maghnes Akliouche      | 1    | 0        | 299          |
| 58       | Marc Pubill            | 1    | 0        | 359          |
| 59       | Walker Zimmerman       | 1    | 0        | 360          |
| 60       | Fabián Balbuena        | 1    | 0        | 390          |
| 61       | Amir Richardson        | 1    | 0        | 488          |
| 62       | Ahmed Nabil Koka       | 1    | 0        | 510          |
| 63       | Loïc Badé              | 1    | 0        | 522          |
| Endstand |                        |      |          |              |

## Frauenturnier
Anders als bei den Männern existierte bei den Frauen keine Altersbegrenzung für die Teilnahme am olympischen Fußballturnier.
Der Turniermodus sah 3 Gruppen à 4 Teams vor, in denen alle Teams gegeneinander antraten. Jeweils die beiden Gruppenbesten sowie die beiden besten Gruppendritten zogen ins Viertelfinale ein. Anschließend wurde der Turniersieger im K.o.-System ermittelt.

### Qualifikation
Für das Frauenturnier standen 12 Startplätze zur Verfügung, von denen einer für Gastgeber Frankreich reserviert war. Die Verteilung der restlichen Plätze wurde im April 2022 von der FIFA festgelegt. Im Vergleich zur vorherigen Ausgabe verlor die UEFA einen Qualifikantenplatz, der südamerikanische Verband CONMEBOL erhielt dafür einen zusätzlichen. Zudem wurde statt einer Vergabe über interkontinentale Play-offs dem afrikanischen Verband CAF ein zweiter, fester Startplatz zuerkannt.
| Qualifikationswettbewerb            | Datum                                                         | Ort            | Plätze | Qualifizierte Teams |
| ----------------------------------- | ------------------------------------------------------------- | -------------- | ------ | ------------------- |
| Gastgeber                           | 13. September 2017 (Bekanntgabe des Gastgebers in Lima, Peru) |                | 1      | Frankreich          |
| Südamerikameisterschaft 2022        | 8. – 30. Juli 2022                                            | Kolumbien      | 2      | Brasilien           |
| Südamerikameisterschaft 2022        | 8. – 30. Juli 2022                                            | Kolumbien      | 2      | Kolumbien           |
| Qualifikationsturnier Ozeanien      | 7. – 19. Februar 2024                                         | Samoa          | 1      | Neuseeland          |
| UEFA Women’s Nations League 2023/24 | 23.–28. Februar 2024                                          | Mehrere Länder | 2      | Spanien             |
| UEFA Women’s Nations League 2023/24 | 23.–28. Februar 2024                                          | Mehrere Länder | 2      | Deutschland         |
| CONCACAF W Championship 2022        | 4. – 18. Juli 2022                                            | Mexiko         | 1      | Vereinigte Staaten  |
| CONCACAF-Play-off                   | 24. – 27. September 2023                                      | Kanada Jamaika | 1      | Kanada              |
| Asiatisches Qualifikationsturnier   | 1. April 2023 – 28. Februar 2024                              | Mehrere Länder | 2      | Australien          |
| Asiatisches Qualifikationsturnier   | 1. April 2023 – 28. Februar 2024                              | Mehrere Länder | 2      | Japan               |
| Afrikanisches Qualifikationsturnier | 10. Juli 2023 – 9. April 2024                                 | Mehrere Länder | 2      | Nigeria             |
| Afrikanisches Qualifikationsturnier | 10. Juli 2023 – 9. April 2024                                 | Mehrere Länder | 2      | Sambia              |
| Gesamt                              | Gesamt                                                        | Gesamt         | 12     | 12                  |

### Gruppenauslosung
Die Gruppenauslosung fand am 20. März 2024 in Paris statt. Für die Auslosung wurden die zehn qualifizierten Teams zusammen mit zwei Platzhaltern der noch nicht qualifizierten afrikanischen Teams auf vier Töpfe gemäß Platzierung in der FIFA-Weltrangliste vom 15. März 2024 verteilt:
- Topf 1: Frankreich (3, Gruppe A), Spanien (1), Vereinigte Staaten (4)
- Topf 2: Deutschland (5), Japan (7), Kanada (9)
- Topf 3: Brasilien (10), Australien (12), Kolumbien (23)
- Topf 4: Neuseeland (28), CAF1, CAF2

Zwei Mannschaften einer Konföderation durften nicht in eine Gruppe gelost werden, womit schon vor der Auslosung feststand, dass die deutsche Mannschaft in die Gruppe mit den Vereinigten Staaten musste und Australien nicht in die Gruppe mit Japan gelost werden konnte. Die Auslosung erfolgte durch die Olympiasiegerin von 2020 Stephanie Labbé (Mannschaften) und den ivorischen Rekordtorschützen Didier Drogba (Gruppenpositionen), wobei neben Frankreich auch die Vereinigten Staaten und Spanien als Gruppenköpfe festgelegt waren, aber die Vereinigten Staaten und Spanien in die Gruppen gelost wurden.

### Gruppenphase

#### Gruppe A
| Pl.                                                                                                   | Land       | Sp. | S | U | N | Tore    | Diff. | Punkte |
| --- | ---------- | --- | - | - | - | ------- | ----- | ------ |
| 1. | Frankreich | 3   | 2 | 0 | 1 | 006:500 | +1    | 06     |
| 2. | Kanada 1   | 3   | 3 | 0 | 0 | 005:200 | +3    | 03     |
| 3. | Kolumbien  | 3   | 1 | 0 | 2 | 004:400 | ±0    | 03     |
| 4. | Neuseeland | 3   | 0 | 0 | 3 | 002:600 | −4    | 0      |
| 1 Punktabzug von sechs Punkten durch die FIFA aufgrund der Ausspähung der Gegnerinnen mittels Drohnen |            |     |   |   |   |         |       |        |

|                                                  |   |            |           |
| 25. Juli 2024 um 17:00 Uhr MESZ in Saint-Étienne |   |            |           |
| Kanada                                           | – | Neuseeland | 2:1 (1:1) |
| 25. Juli 2024 um 21:00 Uhr MESZ in Lyon          |   |            |           |
| Frankreich                                       | – | Kolumbien  | 3:2 (3:0) |
| 28. Juli 2024 um 17:00 Uhr MESZ in Lyon          |   |            |           |
| Neuseeland                                       | – | Kolumbien  | 0:2 (0:1) |
| 28. Juli 2024 um 21:00 Uhr MESZ in Saint-Étienne |   |            |           |
| Frankreich                                       | – | Kanada     | 1:2 (1:0) |
| 31. Juli 2024 um 21:00 Uhr MESZ in Lyon          |   |            |           |
| Neuseeland                                       | – | Frankreich | 1:2 (1:1) |
| 31. Juli 2024 um 21:00 Uhr MESZ in Nizza         |   |            |           |
| Kolumbien                                        | – | Kanada     | 0:1 (0:0) |

#### Gruppe B
| Pl. | Land               | Sp. | S | U | N | Tore    | Diff. | Punkte |
| --- | ------------------ | --- | - | - | - | ------- | ----- | ------ |
| 1.  | Vereinigte Staaten | 3   | 3 | 0 | 0 | 009:200 | +7    | 09     |
| 2.  | Deutschland        | 3   | 2 | 0 | 1 | 008:500 | +3    | 06     |
| 3.  | Australien         | 3   | 1 | 0 | 2 | 007:100 | −3    | 03     |
| 4.  | Sambia             | 3   | 0 | 0 | 3 | 006:130 | −7    | 0      |

|                                                  |   |                    |           |
| 25. Juli 2024 um 19:00 Uhr MESZ in Marseille     |   |                    |           |
| Deutschland                                      | – | Australien         | 3:0 (1:0) |
| 25. Juli 2024 um 21:00 Uhr MESZ in Nizza         |   |                    |           |
| Vereinigte Staaten                               | – | Sambia             | 3:0 (3:0) |
| 28. Juli 2024 um 19:00 Uhr MESZ in Nizza         |   |                    |           |
| Australien                                       | – | Sambia             | 6:5 (2:4) |
| 28. Juli 2024 um 21:00 Uhr MESZ in Marseille     |   |                    |           |
| Vereinigte Staaten                               | – | Deutschland        | 4:1 (3:1) |
| 31. Juli 2024 um 19:00 Uhr MESZ in Saint-Étienne |   |                    |           |
| Sambia                                           | – | Deutschland        | 1:4 (0:1) |
| 31. Juli 2024 um 19:00 Uhr MESZ in Marseille     |   |                    |           |
| Australien                                       | – | Vereinigte Staaten | 1:2 (0:1) |

#### Gruppe C
| Pl. | Land      | Sp. | S | U | N | Tore    | Diff. | Punkte |
| --- | --------- | --- | - | - | - | ------- | ----- | ------ |
| 1.  | Spanien   | 3   | 3 | 0 | 0 | 005:100 | +4    | 09     |
| 2.  | Japan     | 3   | 2 | 0 | 1 | 006:400 | +2    | 06     |
| 3.  | Brasilien | 3   | 1 | 0 | 2 | 002:400 | −2    | 03     |
| 4.  | Nigeria   | 3   | 0 | 0 | 3 | 001:500 | −4    | 0      |

|                                             |   |           |           |
| 25. Juli 2024 um 17:00 Uhr MESZ in Nantes   |   |           |           |
| Spanien                                     | – | Japan     | 2:1 (1:1) |
| 25. Juli 2024 um 19:00 Uhr MESZ in Bordeaux |   |           |           |
| Nigeria                                     | – | Brasilien | 0:1 (0:1) |
| 28. Juli 2024 um 17:00 Uhr MESZ in Paris    |   |           |           |
| Brasilien                                   | – | Japan     | 1:2 (0:0) |
| 28. Juli 2024 um 19:00 Uhr MESZ in Nantes   |   |           |           |
| Spanien                                     | – | Nigeria   | 1:0 (0:0) |
| 31. Juli 2024 um 17:00 Uhr MESZ in Nantes   |   |           |           |
| Japan                                       | – | Nigeria   | 3:1 (3:1) |
| 31. Juli 2024 um 17:00 Uhr MESZ in Bordeaux |   |           |           |
| Brasilien                                   | – | Spanien   | 0:2 (0:0) |

#### Rangliste der Gruppendritten
| Pl. | Land       | Sp. | S | U | N | Tore    | Diff. | Punkte | Gruppe   |
| --- | ---------- | --- | - | - | - | ------- | ----- | ------ | -------- |
| 1.  | Kolumbien  | 3   | 1 | 0 | 2 | 004:400 | ±0    | 03     | Gruppe A |
| 2.  | Brasilien  | 3   | 1 | 0 | 2 | 002:400 | −2    | 03     | Gruppe C |
| 3.  | Australien | 3   | 1 | 0 | 2 | 007:100 | −3    | 03     | Gruppe B |

### Finalrunde

#### Viertelfinale
|                                               |   |             |                                 |
| 3. August 2024 um 15:00 Uhr MESZ in Paris     |   |             |                                 |
| Vereinigte Staaten                            | – | Japan       | 1:0 n. V.                       |
| 3. August 2024 um 17:00 Uhr MESZ in Lyon      |   |             |                                 |
| Spanien                                       | – | Kolumbien   | 2:2 n. V. (2:2, 0:1), 4:2 i. E. |
| 3. August 2024 um 19:00 Uhr MESZ in Marseille |   |             |                                 |
| Kanada                                        | – | Deutschland | 0:0 n. V., 2:4 i. E.            |
| 3. August 2024 um 21:00 Uhr MESZ in Nantes    |   |             |                                 |
| Frankreich                                    | – | Brasilien   | 0:1 (0:0)                       |

#### Halbfinale
|                                               |   |             |           |
| 6. August 2024 um 18:00 Uhr MESZ in Lyon      |   |             |           |
| Vereinigte Staaten                            | – | Deutschland | 1:0 n. V. |
| 6. August 2024 um 21:00 Uhr MESZ in Marseille |   |             |           |
| Brasilien                                     | – | Spanien     | 4:2 (2:0) |

#### Spiel um Bronze
|                                          |   |             |           |
| 9. August 2024 um 15:00 Uhr MESZ in Lyon |   |             |           |
| Spanien                                  | – | Deutschland | 0:1 (0:0) |

#### Finale
| Brasilien                                                | Brasilien | Vereinigte Staaten | Vereinigte Staaten |
| -------------------------------------------------------- | --- | --- | ------------------ |
| Brasilien                                                | \| Finale \| \| 10. August 2024 um 17:00 Uhr in Paris (Parc des Princes) \| \| Ergebnis: 0:1 (0:0) \| \| Zuschauer: 43.813 \| \| Schiedsrichterin: Tess Olofsson ( Schweden) \| \| Spielbericht \|                              | \| Finale \| \| 10. August 2024 um 17:00 Uhr in Paris (Parc des Princes) \| \| Ergebnis: 0:1 (0:0) \| \| Zuschauer: 43.813 \| \| Schiedsrichterin: Tess Olofsson ( Schweden) \| \| Spielbericht \|                                                                                   | Vereinigte Staaten |
| Brasilien                                                | Lorena – Lauren (84. Rafaelle Souza), Tarciane, Thais Ferreira – Adriana , Vitória Yaya (50. Ana Vitória), Duda (61. Angelina), Yasmim – Gabi Portilho, Jheniffer (61. Priscila), Ludmila (61. Marta) Cheftrainer: Arthur Elias | Alyssa Naeher – Emily Fox, Naomi Girma, Tierna Davidson (74. Emily Sonnett), Crystal Dunn – Korbin Albert, Sam Coffey, Trinity Rodman, Lindsey Horan , Mallory Swanson (90.+5' Casey Krueger) – Sophia Smith (84. Lynn Williams) Cheftrainerin: Emma Hayes ( Vereinigtes Königreich) | Vereinigte Staaten |
| Brasilien                                                | 0:1 Swanson (57.) | | Vereinigte Staaten |
| Brasilien                                                | Tarciane (81.) | | Vereinigte Staaten |
| Brasilien                                                | 100: Länderspiel von Mallory Swanson | | Vereinigte Staaten |
| Finale                                                   | | |                    |
| 10. August 2024 um 17:00 Uhr in Paris (Parc des Princes) | | |                    |
| Ergebnis: 0:1 (0:0)                                      | | |                    |
| Zuschauer: 43.813                                        | | |                    |
| Schiedsrichterin: Tess Olofsson ( Schweden)              | | |                    |
| Spielbericht                                             | | |                    |

### Medaillenränge
| Rang                    | Medaillengewinner |
| ----------------------- | --- |
| Gold Vereinigte Staaten | Korbin Albert, Croix Bethune, Sam Coffey, Tierna Davidson, Crystal Dunn, Emily Fox, Naomi Girma, Lindsey Horan , Casey Krueger, Rose Lavelle, Casey Murphy (TW), Alyssa Naeher (TW), Jenna Nighswonger, Trinity Rodman, Emily Sams, Jaedyn Shaw, Sophia Smith, Emily Sonnett, Mallory Swanson, Lynn Williams Trainerin: Emma Hayes                       |
| Silber Brasilien        | Adriana, Ana Vitória, Angelina, Antônia, Duda Sampaio, Gabi Nunes, Gabi Portilho, Jheniffer, Kerolin, Lauren, Lorena (TW), Luciana, Ludmila, Marta , Priscila, Rafaelle Souza, Tainá (TW), Tamires, Tarciane, Thais Ferreira, Yasmim, Vitória Yaya Trainer: Arthur Elias                                                                                 |
| Bronze Deutschland      | Nicole Anyomi, Ann-Katrin Berger (TW), Jule Brand, Klara Bühl, Sara Doorsoun, Vivien Endemann, Laura Freigang, Merle Frohms (TW), Giulia Gwinn, Marina Hegering, Kathrin Hendrich, Sarai Linder, Sydney Lohmann, Janina Minge, Sjoeke Nüsken, Alexandra Popp , Felicitas Rauch, Lea Schüller, Bibiane Schulze Solano, Elisa Senß Trainer: Horst Hrubesch |

### Torschützinnenliste
Bei gleicher Anzahl an Toren sind die Spielerinnen gemäß Anzahl Torvorlagen und gespielter Zeit sowie nach Nach- oder Künstlernamen sortiert.
| Rang | Spielerin               | Tore | Vorlagen | Spielminuten |
| ---- | ----------------------- | ---- | -------- | ------------ |
| 01   | Marie-Antoinette Katoto | 5    | 0        | 332          |
| 02   | Mallory Swanson         | 4    | 2        | 524          |
| 03   | Barbra Banda            | 4    | 1        | 270          |
| 04   | Sophia Smith            | 3    | 2        | 541          |
| 05   | Trinity Rodman          | 3    | 1        | 549          |
| 06   | Lea Schüller            | 3    | 0        | 408          |
| 07   | Stephanie Catley        | 2    | 2        | 257          |
| 08   | Giulia Gwinn            | 2    | 2        | 599          |
| 09   | Leicy Santos            | 2    | 1        | 356          |
| 10   | Gabi Portilho           | 2    | 1        | 395          |
| 11   | Alanna Kennedy          | 2    | 0        | 270          |
|      | Racheal Kundananji      | 2    | 0        | 270          |
| 13   | Alexia Putellas         | 2    | 0        | 357          |
| 14   | Vanessa Gilles          | 2    | 0        | 385          |
| 15   | Jessie Fleming          | 1    | 2        | 315          |
| 16   | Klara Bühl              | 1    | 2        | 498          |
| 17   | Salma Paralluelo        | 1    | 2        | 525          |
| 18   | Michelle Heyman         | 1    | 1        | 077          |
| 19   | Kenza Dali              | 1    | 1        | 208          |
| 20   | Adriana                 | 1    | 1        | 304          |
| 21   | Korin Albert            | 1    | 1        | 310          |
| 22   | Athenea del Castillo    | 1    | 1        | 412          |
| 23   | Mariona Caldentey       | 1    | 1        | 453          |
| 24   | Aitana Bonmatí          | 1    | 1        | 511          |
| 25   | Momoko Tanikawa         | 1    | 0        | 011          |

| Rang     | Spielerin         | Tore | Vorlagen | Spielminuten |
| -------- | ----------------- | ---- | -------- | ------------ |
| 26       | Elisa Senß        | 1    | 0        | 077          |
| 27       | Kerolin           | 1    | 0        | 115          |
| 28       | Évelyne Viens     | 1    | 0        | 138          |
| 29       | Jennifer Echegini | 1    | 0        | 157          |
| 30       | Mackenzie Barry   | 1    | 0        | 162          |
| 31       | Cloé Lacasse      | 1    | 0        | 164          |
| 32       | Hikaru Kitagawa   | 1    | 0        | 165          |
| 33       | Aoba Fujino       | 1    | 0        | 170          |
| 34       | Mayra Ramírez     | 1    | 0        | 171          |
| 35       | Lynn Williams     | 1    | 0        | 173          |
| 36       | Gabi Nunes        | 1    | 0        | 207          |
| 37       | Hayley Raso       | 1    | 0        | 219          |
| 38       | Kate Taylor       | 1    | 0        | 252          |
| 39       | Maika Hamano      | 1    | 0        | 267          |
| 40       | Manuela Paví      | 1    | 0        | 270          |
| 41       | Catalina Usme     | 1    | 0        | 282          |
| 42       | Mina Tanaka       | 1    | 0        | 285          |
| 43       | Jennifer Hermoso  | 1    | 0        | 316          |
| 44       | Jheniffer         | 1    | 0        | 317          |
| 45       | Irene Paredes     | 1    | 0        | 351          |
| 46       | Marcela Restrepo  | 1    | 0        | 368          |
| 47       | Saki Kumagai      | 1    | 0        | 390          |
| 48       | Marina Hegering   | 1    | 0        | 451          |
| 49       | Jule Brand        | 1    | 0        | 555          |
| Endstand |                   |      |          |              |

## Schiedsrichter und Schiedsrichterinnen
Als für die Durchführung des Turniers zuständiger Sportverband nominierte die FIFA insgesamt 12 männliche und neun weibliche Schiedsrichter sowie 24 -assistenten und 18 -assistentinnen. Wie bereits 3 Jahre zuvor kommt auch der Videobeweis zum Einsatz. Zu diesem Zweck wurden weitere 20 Videoschiedsrichter (VARs) nominiert.

### Hauptschiedsrichter
| Verband  | Schiedsrichter             | Schiedsrichterassistenten               | Einsätze                                                                                      |
| -------- | -------------------------- | --------------------------------------- | --------------------------------------------------------------------------------------------- |
| AFC      | Adel al-Naqbi              | Ahmed al-Rashadi Sabet al-Ali           | Guinea – Neuseeland Dominikanische Republik – Spanien                                         |
| AFC      | Kim Yu-jeong               | Park Mi-suk Joanna Charaktis            | Nigeria – Brasilien Neuseeland – Kolumbien                                                    |
| AFC      | Ilgiz Tantashev            | Timur Gaynullin Andrey Tsapenko         | Frankreich – Guinea Paraguay – Mali Frankreich – Argentinien Marokko – Spanien                |
| AFC      | Yoshimi Yamashita          | Makoto Bozono Naomi Teshirogi           | Ägypten – Dominikanische Republik Sambia – Deutschland                                        |
| CAF      | Dahane Beida               | Jerson Dos Santos Stephen Yiembe        | Usbekistan – Spanien Ukraine – Argentinien Japan – Spanien                                    |
| CAF      | Bouchra Karboubi           | Fatiha Jermoumi Diana Chikotesha        | Spanien – Japan Frankreich – Kanada Vereinigte Staaten – Deutschland                          |
| CAF      | Mahmood Ismail             | Elvis Noupue Liban Ahmed                | Irak – Ukraine Dominikanische Republik – Usbekistan                                           |
| CONCACAF | Drew Fischer               | Micheal Barwegen Lyes Arfa              | Israel – Paraguay Spanien – Ägypten                                                           |
| CONCACAF | Katia García               | Sandra Ramírez Karen Díaz               | Deutschland – Australien Neuseeland – Frankreich Spanien – Kolumbien Spanien – Deutschland    |
| CONCACAF | Said Martínez              | Walter López Christian Ramírez          | Ukraine – Marokko Israel – Japan Frankreich – Ägypten                                         |
| CONCACAF | Tori Penso                 | Brooke Mayo Kathryn Nesbitt             | Frankreich – Kolumbien Spanien – Nigeria Frankreich – Brasilien                               |
| CONMEBOL | Ramon Abatti               | Guilherme Camilo Rafael Alves           | Vereinigte Staaten – Sambia Marokko – Irak Frankreich – Spanien                               |
| CONMEBOL | Edina Alves Batista        | Neuza Back Fabrini Bevilaqua Costa      | Japan – Mali Neuseeland – Frankreich Kanada – Deutschland                                     |
| CONMEBOL | Emikar Calderas            | Migdalía Rodríguez Mary Blanco          | Australien – Sambia Japan – Nigeria                                                           |
| CONMEBOL | Yael Falcón                | Maximiliano Del Yesso Facundo Rodríguez | Frankreich – Vereinigte Staaten Vereinigte Staaten – Deutschland Marokko – Vereinigte Staaten |
| OFC      | Campbell-Kirk Kawana-Waugh | Isaac Trevis Bernard Mutukera           | Mali – Israel Usbekistan – Ägypten                                                            |
| UEFA     | Espen Eskås                | Isaak Bashevkin Jan Erik Engan          | Argentinien – Irak Brasilien – Spanien Ägypten – Marokko                                      |
| UEFA     | François Letexier          | Cyril Mugnier Mehdi Rahmouni            | Japan – Paraguay Australien – Vereinigte Staaten                                              |
| UEFA     | Glenn Nyberg               | Mahbod Beigi Andreas Söderkvist         | Argentinien – Marokko Neuseeland – Vereinigte Staaten Ägypten – Paraguay Marokko – Spanien 1  |
| UEFA     | Tess Olofsson              | Almira Spahić Francesca Di Monte        | Kanada – Neuseeland Vereinigte Staaten – Guinea USA – Japan Brasilien – Vereinigte Staaten    |
| UEFA     | Rebecca Welch              | Emily Carney Franca Overtoom            | Brasilien – Japan Kolumbien – Kanada Brasilien – Spanien                                      |

Zudem wurden sechs Unterstützungsschiedsrichterinnen (Support Officials) berufen, die ausschließlich als Vierte Offizielle zum Einsatz kommen.
Unterstützungsschiedsrichterinnen:
- Weronika Bernazkaja
- Shamirah Nabadda
- Odette Hamilton
- Anahí Fernández
- Jelena Cvetković
- Frida Klarlund

### Videoschiedsrichter
| Verband  | VAR |
| -------- | --- |
| AFC      | Khamis al-Marri Kate Jacewicz Sivakorn Pu-udom                                                                          |
| CAF      | Mahmoud Ashour Lahlou Benbraham                                                                                         |
| CONCACAF | Tatiana Guzmán Guillermo Pacheco Daneon Parchment                                                                       |
| CONMEBOL | Rodrigo Carvajal Leodán González Daiane Muniz Héctor Paletta                                                            |
| UEFA     | Ivan Bebek Jérôme Brisard David Coote Carlos del Cerro Grande Rob Dieperink Ovidiu Hațegan Katalin Kulcsár Paolo Valeri |

## Drohneneinsatz Kanadas
Nachdem im Rahmen der Turniervorbereitung seitens des Video-Analysten der kanadischen Frauen-Mannschaft Joey Lombardi mittels einer Drohne das Training der Frauen Neuseelands ausgespäht wurde, wurde zunächst Lombardi von den Spielen ausgeschlossen. Lombardi ist von einem Gericht in Saint-Étienne im Nachgang zu einer Haftstrafe von acht Monaten verurteilt worden, die zur Bewährung ausgesetzt wurde. Die Cheftrainerin der Kanadierinnen Bev Priestman hatte bereits das Auftaktspiel gegen Neuseeland (2:1) am 25. Juli 2024 aus Eigeninitiative nicht von der Bank aus verfolgt. Seitens des NOK Kanadas erfolgte die Suspendierung Priestmans für die Dauer der Spiele in Paris. Auch die Assistenztrainerin Jasmine Mander musste die Spiele verlassen. Der bisherige Co-Trainer Andy Spence übernahm den Cheftrainerposten. Einen Tag später wurden Bev Priestman, Jasmine Mander und Joseph Lombardi für ein Jahr von allen Fußball-Aktivitäten gesperrt. Zudem muss der kanadische Verband eine Strafe von 200.000 Schweizer Franken (208.000 Euro) zahlen und dem Team wurden sechs Punkte im laufenden Olympiaturnier abgezogen. Berichte des kanadischen Sportjournalisten Rick Westhead legen nah, dass Kanada seit mindestens 2016 systematisch Gegner ausspioniert.